# Wegekapelle Am Trietenbroich

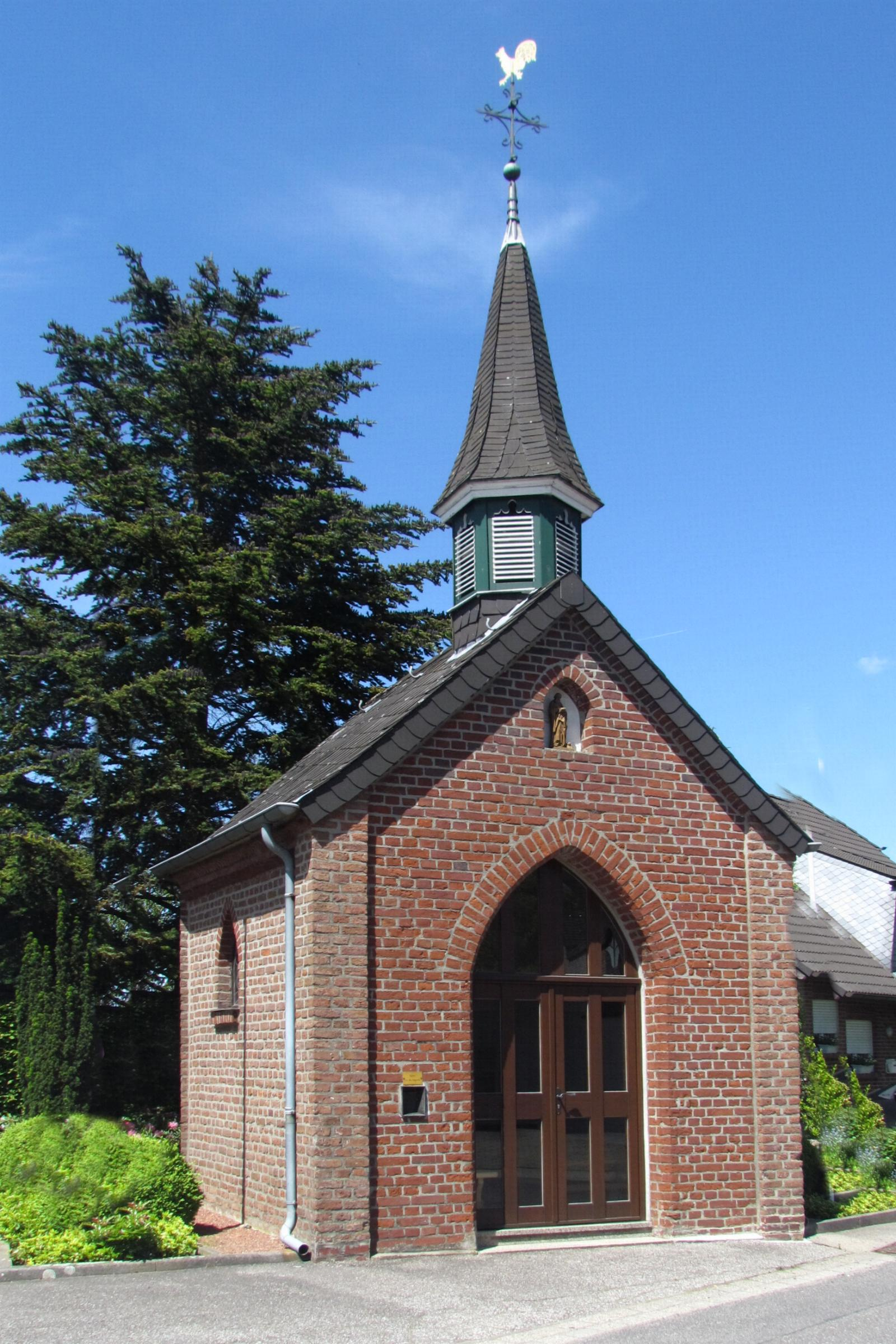
Wegekapelle

Die Wegekapelle Am Trietenbroich steht in Korschenbroich  im Rhein-Kreis Neuss in Nordrhein-Westfalen.
Das Gebäude wurde 1876 erbaut und unter Nr. 005 am 20. August 1985 in die Liste der Baudenkmäler in Korschenbroich eingetragen.

## Architektur
Es ist ein einschiffiges Backsteinkapellchen mit dreiseitiger Apsis, Spitzbogentor und hohem Dachreiter, Backstein geschlämmt, moderne Ausstattung.